# G.Men
I G.Men sono stati un gruppo musicale di genere beat, attivo negli anni sessanta e che nel decennio successivo si accostò al pop melodico.

## Storia del gruppo
Formatosi a Rimini, dal 1967 il gruppo iniziò a esibirsi nei locali dell'Emilia-Romagna, fino ad ottenere un contratto discografico con la Boston, esordendo con il brano Il canto dei ragazzi, canzone con venature psichedeliche che ottiene un buon successo.
Anche i due 45 giri successivi hanno sonorità beat, mentre a partire da Sensazioni di un mattino si avvicinano al pop melodico di moda negli anni settanta.
Passati alla Edig (etichetta dello stesso gruppo editoriale della Boston, distribuita dall'RCA Italiana), partecipano al Festival di Sanremo 1975 con Oggi, scritta dal chitarrista del gruppo Tino Cavalli.
Dopo altre incisioni, i G.Men si sciolgono nel 1978, per poi ritornare in attività nel 2010.
Il chitarrista e fondatore del gruppo Giorgio Bersani ha intrapreso la carriera di paroliere. Negli anni novanta ha scritto Fiki Fiki, portata al successo da Gianni Drudi.

## Formazione
- Tino Cavalli: voce, chitarra, flauto.
- Ferruccio Tomassoni: batteria, autore e canto.
- Doriano Biondi, basso e canto.
- Gilberto Casadei: tastiere e voce
- Gilberto Pesaresi, batteria
- Giorgio Bersani, tastiere
- Jhonny, flauto

## Discografia
Album in studio
- 1973: In fondo agli occhi tuoi (Edig, ZSKE 55373)
- 1974: G.Men (Edig, ZSKE 55377)
- 1975: Oggi (Edig, ZSKE 55380)

Singoli
- 1969: Il canto dei ragazzi/Se mi lasci (Boston, BEM 0004)
- 1970: Santa Maria/Nei sogni miei (Boston, BEM 0010)
- 1971: Tu sola/Il ragazzo di Heidelberg (Boston, BEM 0014)
- 1972: Sensazioni di un mattino/Quando sono con te (Boston, BEM 0019)
- 1973: La storia di me e di te/Guarda te stesso (Boston, BEM 0024)
- 1975: Oggi/Riflessioni (Edig, ZE 50286)
- 1976: Qualcosa è rimasto/Tramonto (Edig, ZE 50288)

Apparizioni
- 1997: The best of Edig (Giallo Record)